# 1. avgust
1. avgust je 213. dan leta (214. v prestopnih letih) v gregorijanskem koledarju. Ostaja še 152 dni.

## Dogodki
- 527 – Justinijan I. postane bizantinski cesar
- 1245 – začetek ekumenskega koncila v Lyonu
- 1291 – oblikovana Švicarska konfederacija
- 1492 – začetek izgona Judov iz Španije
- 1498 – Krištof Kolumb odkrije Venezuelo
- 1519 – Karel V. Habsburški izbran za nemškega cesarja
- 1619 – prvi afriški sužnji prispejo v Jamestown (Virginija, ZDA)
- 1635 – Guadeloupe postane francoska kolonija
- 1664 – avstrijska in turška vojska se spopadeta pri Monoštru
- 1774 – Carl Wilhelm Scheele in Joseph Priestley odkrijeta kisik
- 1776 – formalen podpis ameriške Deklaracije o neodvisnosti
- 1790 – končan prvi popis prebivalstva v ZDA; 13 zveznih držav ima skupno 3.929.214 prebivalcev
- 1798 – začetek nilske bitke med britansko in francosko mornarico
- 1834 – v Britanskem imperiju odpravljeno suženjstvo
- 1838 – Viktorija okronana za britansko kraljico
- 1876 – Kolorado postane 38. zvezna država ZDA
- 1894 – zaradi Koreje izbruhne vojna med Kitajsko in Japonsko
- 1895 – Salvador, Honduras in Nikaragva ustanovijo Srednjeameriško zvezo
- 1902 – ZDA od Francije odkupijo pravico do izgradnje Panamskega prekopa
- 1909 – ustanovljeno vojno letalstvo ZDA
- 1914 –
  - Nemško cesarstvo napove vojno carski Rusiji
  - Francija začne mobilizacijo svojih sil
- 1921 – Jugoslavija izda Zakon o zaščiti države
- 1927 – ustanovljena kitajska Ljudska osvobodilna armada
- 1936 – pričetek 11. olimpijskih iger v Berlinu
- 1941 –
  - v ZDA izdelano prvo terensko vozilo (jeep)
  - ZDA in ZSSR podpišeta sporazum o sodelovanju
- 1943 – Burma razglasi neodvisnost pod japonsko nadvlado
- 1944 –
  - Ana Frank naredi še zadnji vnos v svoj dnevnik
  - začetek varšavske vstaje
- 1958 – v Ljutomeru odprejo prvo samopostrežno trgovino v tedanji Jugoslaviji
- 1960 – Benin postane neodvisna država
- 1966 – Charles Whitman s streljanjem s stolpa Teksaške univerze v Austinu ubije 15 ljudi, preden ga ubije policija
- 1967 – Izrael priključi vzhodni Jeruzalem
- 1975 – v Helsinkih podpisana listina o evropski varnosti in sodelovanju
- 1981 – oddajati začne MTV
- 1990 – Irak zasede Kuvajt
- 1991 – izraelski predsednik vlade Jicak Šamir sprejme formulo za bližnjevzhodna mirovna pogajanja
- 2001 – v pogovorih med makedonskimi oblastmi in pripadniki albanske manjšine dosežen sporazum o položaju albanščine v državi
- 2003 – Slovenija, Slovaška, Bolgarija, Ciper, Latvija in Malta postanejo članice Evropske agencije za okolje (EEA)
- 2004 – začetek petinštiridesetih olimpijskih iger (petindvajsetih poletnih)
- 2014 – ustanovna seja 7. državnega zbora Republike Slovenije.

## Rojstva
- 10 pr. n. št. – Klavdij, rimski cesar († 54)
- 126 – Pertinaks, rimski cesar († 193)
- 992 – Hjeondžong, korejski kralj dinastije Gorjeo († 1031)
- 1068 – Tajdzu, ustanovitelj dinastije Džin († 1123)
- 1084 – Heondžong, 14. korejski kralj dinastije Gorjeo († 1097)
- 1252 – Giovanni da Pian del Carpine, italijanski popotnik, misijonar, diplomat (* 1182)
- 1313 – cesar Kogon, japonski proticesar († 1364)
- 1520 – Sigismund II. Avgust, poljski kralj († 1572)
- 1626 – Sabataj Zevi, turški judovski rabin, kabalist, kontroverzni mesija in islamski konvertit († 1676)
- 1744 – Jean-Baptiste de Lamarck, francoski naravoslovec († 1829)
- 1770 – William Clark, ameriški raziskovalec († 1838)
- 1779 ali 1780 - Francis Scott Key, ameriški odvetnik, pesnik († 1843)
- 1818 – Maria Mitchell, ameriška astronomka († 1889)
- 1819 – Herman Melville, ameriški pisatelj, pesnik († 1891)
- 1843 – Robert Todd Lincoln, ameriški politik, sin Abrahama Lincolna († 1926)
- 1858 – Hans Rott, avstrijski skladatelj († 1884)
- 1865 – Princ Evgen, vojvoda Närkški († 1947)
- 1885 – George de Hevesy, madžarski kemik, nobelovec 1943 († 1966)
- 1894 – Ottavio Bottecchia, italijanski kolesar, zmagovalec dirke po Franciji 1924, 1925 († 1927)
- 1910 – Bojan Stupica, slovenski gledališki režiser († 1970)
- 1916 – Fiorenzo Angelini, italijanski kardinal († 2014)
- 1924 – Georges Charpak, francoski fizik († 2010)
- 1925 – Ernst Jandl, avstrijski pisatelj († 2000)
- 1930 – Pierre Bourdieu, francoski filozof in sociolog († 2002)
- 1932 – Meir David Kahane, izraelski skrajni politik († 1990)
- 1933 – Antonio Negri, italijanski filozof, marksist in politični aktivist († 2023)
- 1936 – Yves Saint-Laurent, francoski modni oblikovalec († 2008)
- 1942 – Jerry Garcia, ameriški rock kitarist, pevec († 1995)
- 1947 – Kareem Abdul-Jabbar, ameriški košarkar
- 1950 – Jim Carroll, ameriški pesnik, avtobiograf, rockovski glasbenik († 2009)
- 1952 – Zoran Đinđić, srbski predsednik vlade († 2003)
- 1959 – Ljudmila Novak, slovenska političarka
- 1964 – Miran Stanovnik, slovenski motociklist in politik
- 1965 – Samuel Alexander Mendes, angleški gledališki in filmski režiser
- 1974 – Vesna Pernarčič, slovenska gledališka in filmska igralka
- 1976 – Nwankwo Kanu, nigerijski nogometaš
- 1984 – Bastian Schweinsteiger, nemški nogometaš
- 1986 – Jelena Vesnina, ruska tenisačica
- 1987 – Jakov Fak, slovenski biatlonec
- 1993 – Anže Semenič, slovenski smučarski skakalec

## Smrti
- 30 pr. n. št. – Mark Antonij, rimski politik in general (* 83 pr. n. št.)
- 527 – Justin I., bizantinski cesar (* 450)
- 1098 – Ademar Monteilski, škof v Le Puy-en-Velayu in apostolski legat v prvi križarski vojni
- 1137 – Ludvik VI., francoski kralj (* 1081)
- 1146 – Vsevolod II. Kijevski, kijevski veliki knez (* 1094)
- 1190 – Florijan III., holandski grof (* 1138)
- 1191 – Filip I., flandrijski grof, križar (* 1143)
- 1264 – Ivan I. Mecklenburški, baron Mecklenburga (* 1211)
- 1326 – Vartislav IV., vojvoda Pomeranije-Wolgasta (* 1290)
- 1402 – Edmund iz Langleyja, angleški princ, 1. vojvoda York, 1. grof Camebridge (* 1341)
- 1457 – Lorenzo Valla, italijanski humanist (* 1407)
- 1464 – Cosimo de' Medici Starejši, italijanski veljak (* 1389)
- 1557 – Olaus Magnus, švedski klerik (* 1490)
- 1562 – Virgil Solis, nemški tiskar in graver (* 1514)
- 1701 – Jan Chryzostom Pasek, poljski vojak, pisatelj (* 1636)
- 1708 – Edward Tyson, angleški zdravnik (* 1650)
- 1714 – Anne Stuart, britanska kraljica (* 1665)
- 1798 – François-Paul Brueys d'Aigalliers, francoski admiral (* 1753)
- 1866 – Luigi Carlo Farini, italijanski zdravnik, zgodovinar, državnik (* 1812)
- 1869 – Alexandrine Pieternela Francoise Tinné, nizozemska raziskovalka Afrike (* 1835)
- 1911 – Konrad Duden, nemški leksikograf (* 1829)
- 1923 – Horace Parnell Tuttle, ameriški astronom (* 1839)
- 1943 – Lea Fatur, slovenska pesnica, pisateljica (* 1865)
- 1959 – Jean Behra, francoski avtomobilski dirkač (* 1921)
- 1962 – Albin Žabkar, slovenski matematik (* 1901)
- 1970 – Giuseppe Pizzardo, italijanski kardinal (* 1877)
- 1973 – Stane Kregar, slovenski slikar (* 1905)
- 1977 – Francis Gary Powers, ameriški pilot (* 1929)
- 1980 – Patrick Depailler, francoski avtomobilski dirkač (* 1944)
- 1981 – Paddy Chayefsky, ameriški dramatik (* 1923)
- 1990 – Graham Frederick Young, britanski množični morilec (* 1947)
- 1996 – Tadeus Reichstein, švicarski kemik (* 1897)
- 1998 – France Mihelič, slovenski slikar (* 1907)
- 2005 – Fahd bin Abdel Aziz, savdski kralj (* 1923)
- 2009 – Corazon Aquino, filipinska političarka (* 1933)
- 2019 – Abdirahman Omar Osman, somalijski politik (* 1965)

## Prazniki in obredi
- Angola – dan oboroženih sil
- Barbados, Trinidad in Tobago - dan emancipacije
- Benin – narodni dan
- LR Kitajska - obletnica ustanovitve Ljudske osvobodilne armade
- DR Kongo – dan staršev
- Nikaragva – praznični dan
- Švica – narodni dan
- Irska – Lughnasadh (Lá Lúnasa), tradicionalen začetek jeseni
- angleško govoreče države - Lammas Day, proslavljanje žetve
- rastafarijanstvo - praznovanje osvoboditve Haila Selasia iz suženjstva